# Drikung Kjabgon Czetsang Rinpocze
Drikung Kjabgon Czetsang Rinpocze (ur. 1946) – mistrz buddyzmu tybetańskiego, zwierzchnik tradycji Drikung Kagyu jednej z czterech obecnie aktywnych szkół Kagyu buddyzmu tybetańskiego. Jest 37. sukcesorem linii Drikung Kagyu i 7 inkarnacją Czetsanga Rinpocze, o którym mówi się, że jest manifestacją Buddy Współczucia (skt. Avalokiteshvara, tyb. Czenrezig).

## Życiorys
Drikung Kjabgon Czetsang Rinpocze urodził się w 1946 roku w arystokratycznej rodzinie Tsarong w Lhasie. Kilka lat po tym jak odszedł poprzedni Drikung Kjabgon, Sziwe Lodro (1886–1943), dwie grupy zaczęły szukać jego reinkarnacji w całym Tybecie. Polegając na wizji regenta Drikung Kagyu, Tritsaba Gyabra Rinpocze (1924–1979) i wielu innych znakach w 1950 roku chłopiec z rodziny Tsarong został rozpoznany jako kolejne wcielenie Drikung Kjabgona. Chłopiec kolejno zdał wszystkie testy mające potwierdzić jego tożsamość (np. identyfikacja przedmiotów religijnych należących do poprzedniej inkarnacji), a następnie został potwierdzony przez innych wielkich mistrzów takich jak Taktra Rinpocze, 16 Karmapa Rangdziung Rigpe Dordże i Taklung Matrul. W roku 1950 został intronizowany w klasztorze Drikung Thil, głównej siedzibie szkoły Drikung. Zaraz potem nastąpiła inwazja chińskich komunistów na Tybet, a Rinpocze wraz z rodziną wyemigrował do Kalimpongu w północnych Indiach. Po kilku miesiącach Rinpocze spotkał delegację z Tybetu z klasztoru Drikung i wraz z nią wrócił do kraju.
Zgodnie z tradycją Rinpocze rozpoczął swoją edukację pod okiem Tritsab Gjabra Rinpocze i Ajang Thubten Rinpocze (1899–1966). Zawierała się w tym nauka pisania, czytania, zapamiętywania, astrologia i gramatyka. Od innych nauczycieli Bhalok Thupten Chodrak Rinpocze, Lho Bongtrul Rinpocze, and Nyidzong Tripa otrzymał nauki Dharmy, podstawowe przekazy mocy, przekazy praktyk, nauki szkoły Kagyu oraz w szczególności nauki linii Drikung Kagyu. W wieku 11 lat, Drikung Kjabgon udzielił pierwszych publicznych nauk i inicjacji, w 1956 roku podczas ceremonii Wielkiej Poła Drikung. Następnie rozpoczął studia filozoficzne w monastycznym gimnazjum Nyima Changra, gdzie mistrz Bopa Tulku Dongag Tenpa (1907–1959) wprowadził go w nauki Madhyamaka.
Wkrótce potem sytuacja w Tybecie pogorszyła się. Podczas tybetańskiego powstania w 1959 roku, wielu Tybetańczyków uciekło z kraju, wśród nich polityczny lider Tybetu Dalajlama, ministrowie i mistrzowie duchowi wielu tradycji. Powzięto wiele prób by wywieźć Czetsanga Rinpocze i Czungtsanga Rinpocze z Tybetu. Jednak na przeszkodzie stała komunistyczna administracja. Zastosowano areszt domowy dla wszystkich mnichów klasztoru.
Dopiero w roku 1975 po szczegółowym zaplanowaniu ucieczki nadarzyła się okazja by wyemigrować do Nepalu. Po kilku latach Rinpocze wyjechał do USA, gdzie w międzyczasie osiedli jego rodzice. Tam nauczył się angielskiego, by zarobić na życie pracował m.in. w McDonalds i w innych restauracjach.

## Studia i przekazy
Po powrocie do Indii Drikung Kjabgon przejął obowiązki w klasztorze Phyang w Ladakh, gdzie przeprowadził tradycyjne trzyletnie odosobnienie medytacyjne pod okiem mistrza medytacji Kyunga Sodpa Gyatso (1911–1980). Studiował z wieloma wysoko urzeczywistnionymi nauczycielami różnych tradycji i otrzymał od nich wiele przekazów. Za jednego ze swoich największych nauczycieli uważa on Dilgo Khyentse Rinpocze (1910–1991). Otrzymał od niego esencjonalne nauki Ośmiu Linii Praktyk Buddyzmu Tybetańskiego (tyb. Dam Ngag Dzo), najwyższe nauki Dzogczen (tyb. Nyingtig Yashi), a także zgromadzone pisma Dziamgona Kongtrula (tyb. Gyachen Kadzo) oraz skarb ustnych przekazów Kagyu (tyb. Kagyu Ngag Dzo). Dodatkowo otrzymał cenne nauki i inicjacje od 14 Dalajlamy (w szczególności przekazy tantr Chakrasamvara, Kalachakra i Yamantaka), od 16 Karmapy (Sześć Jog Naropy i Milarepy), od Taklung Szabdrung Rinpocze (przekaz nauk Taklung Kagyu) i od Taklung Tsetrul (Północne Skarby). Studiował buddyjską filozofię pod kierownictwem Khenpo Noryang w klasztorze Sangnag Czoling szkoły Drukpa Kagyu w Bhutanie, który przekazał mu nauki Bodhicharyāvatāra, Madhyamakāvatāra i Uttara Tantra, a także ogólne nauki linii Kagyu i szczególne wyjaśnienia Drukpa Kagyu o Mahamudrze. Rinpocze otrzymał również ważne przekazy Drikung Kagyu i nauki Mahamudry od Garczena Rinpocze i Drubwanga Konczog Norbu.

## Działalność
Od roku 1987 Czetsang Rinpocze zaczął udzielać nauk w wielu krajach na całym świecie. W tym samym czasie skupił swe wysiłki by odbudować osłabioną linię Drikung Kagyu. W Dehra Dun w Indiach założył klasztor i ośrodek edukacyjny "Drikung Kagyu Institute", przyciągając wielu mnichów z Tybetu i buddyjskich praktykujących z wielu krajów. Z początku składał się on z klasztoru Dziangczubling, ośrodka odosobnień medytacyjnych i klasztoru dla mniszek Samtenling. Drikung Kagyu Institute jest centrum edukacyjnym, które kładzie nacisk zarówno na tradycyjne monastyczne wykształcenie, jak i na współczesną edukację i trening medytacyjny by sprostać wymaganiom dzisiejszych czasów. W 2003 roku Czetsang Rinpocze założył blisko klasztoru Bibliotekę Songtsen, ośrodek studiów tybetańskich. Centrum działa jako składnica skarbów kultury i nauki oraz think-tank w celu podtrzymania i pogłębienia duchowej i kulturowej tożsamości ludzi z regionu Himalajów, w szczególności linii Drikung. Posiada bogate zbiory tekstów wszystkich szkół buddyjskich a także wiele cennych kolekcji i manuskryptów. Te cenne starożytne teksty umożliwiają szerokie badania nad najwcześniejszym okresem kultury Tybetu.
W 2005 roku, blisko Biblioteki Songtsen, Drikung Kjabgon wybudował instytut Wyższych Studiów Buddyjskich "Kagyu College".